# Campo Andino
Campo Andino é uma comuna da província de Santa Fé, na Argentina.